# Warner Bros. Entertainment
Warner Brothers Entertainment, Inc., poznata kao Warner Bros. (skraćeno WB), američka je filmska i televizijska produkcijska kuća.
To je podružnica WarnerMedije, a sjedište joj je u Burbanku, Kaliforniji. Neke od glavnih divizija koje su dio tvrtke su Warner Bros. Pictures, Warner Bros. Television, Warner Home Video, Warner Bros. Interactive Entertainment, Warner Bros. Consumer Products, Warner Bros. Animation i DC Comics. Warner također posjeduje dobar dio The CW-a.

## Povijest

### Osnivanje
Ime tvrtke potječe od četiri utemeljitelja braće Warner (rođeni Wonskolaser ili Wonsal prije anglicizacije): Harry, Albert, Sam i Jack Warner. Harry, Albert i Sam emigrirali su kao djeca sa svojim roditeljima u Kanadu iz Krasnosielca u Poljskoj.
Jack, najmlađi brat, rođen je u Londonu, Ontario. Troje starije braće počelo je u filmskom poslu, nabavivši filmski projektor s kojim su prikazivali filmove u rudarskim gradovima Pennsylvania i Ohio. U početku su Sam i Albert Warner uložili 150 dolara kako bi predstavili život američkog vatrogasca i veliku pljačku vlaka. Otvorili su svoje prvo kazalište, Cascade, u New Castleu, u Pennsylvaniji, 1903. godine.
Kada je izvorna zgrada bila u opasnosti da bude srušena, moderni Warner Bros nazvao je sadašnje vlasnike zgrada i dogovorio da ga spasi. Vlasnici su primijetili da su ih ljudi diljem zemlje tražili da ga zaštite zbog povijesnog značaja.
Godine 1904. Warners su osnovali tvrtku Duquesne Amusement & Supply iz Pittsburgha za distribuciju filmova. Godine 1912. Harry Warner angažirao je revizora po imenu Paul Ashley Chase. U vrijeme Prvog svjetskog rata počeli su proizvoditi filmove. Godine 1918. otvorili su prvi studio Warner Brothers na Sunset Boulevard u Hollywoodu. Sam i Jack proizveli su slike, dok su Harry i Albert, zajedno sa svojim revizorom i sada Chaseom, vodili financije i distribuciju u New Yorku. Tijekom Prvog svjetskog rata pušten je prvi nacionalni film, My Four Years in Germany, na temelju popularne knjige bivšeg ambasadora Jamesa W. Gerarda. Dana 4. travnja 1923., uz pomoć novca koji je Harryju posudio njegov bankar Motley Flint, oni su formalno osnovani kao Warner Bros. Pictures, Incorporated. (Tek šezdesetih godina prošlog stoljeća Warner Bros. je proglasio 1905. datumom osnivanja.) 
Prva važna stvar bila je stjecanje prava na Avery Hopwoodovu 1916 Broadwaysku predstavu, The Gold Diggers, iz kazališnog impresarija Davida Belasca. Međutim, Rin Tin Tin, pas koji je nakon Prvog svjetskog rata donio američki vojnik, uspostavio je svoj ugled. Rin Tin Tin debitirao je u filmu Gdje počinje sjever. Film je bio toliko uspješan da je Jack potpisao psa da glumi u više filmova za 1000 dolara tjedno. Rin Tin Tin postao je vrhunska zvijezda studia.Jack ga je nazvao "The Mortgage Lifter" i uspjeh je potaknuo karijeru Darryla F. Zanucka. Zanuck je s vremenom postao vrhunski producent, a od 1928. do 1933. bio je Jackov desni igrač i izvršni producent, s odgovornostima koje uključuju svakodnevnu filmsku produkciju. Više uspjeha došlo je nakon što je Ernst Lubitsch angažiran kao glavni direktor; Harry Rapf je napustio studio kako bi se pridružio Metro-Goldwyn-Mayeru. Lubitschov film Marriage Circle bio je najuspješniji film studija iz 1924. godine i bio je na popisu The New York Timesa te godine.

### Popis redatelja Warner Bros. filmova
- Zack Snyder
- David Ayer
- Patty Jenkins
- Joss Whedon
- James Wan
- David Sandberg
- Steven Spielberg
- Bradley Cooper
- Mike Mitchell
- Gary Dauberman
- Rob Letterman
- Michael Dougherty
- Chris Miller
- Phil Lord
- Todd Strauss-Schulson
- Ry Russo-Young
- David Yates
- Corin Hardy
- Jon M. Chu
- Jon Turteltaub
- Karey Kirkpatrick
- Chris McKay
- David Yates
- Clint Eastwood
- Peter Jackson
- Christopher Nolan
- Lana Wachowski
- Lilly Wachowski
- Francis Lawrence
- Andrew Davis
- Todd Phillips
- Guy Ritchie
- William Friedkin
- Mike Newell
- Alfonso Cuarón
- Chris Columbus
- Joe Dante
- Jan de Bont
- Joe Pytka
- Joel Schumacher
- Tim Burton
- Curt Geda

## Logotipi
- Prvi logo tvrtke Warner Bros pohvalio se tradicionalnom i elegantnom kombinacijom lučne glavne oznake riječi u podebljanom serif tipografiji sa svim velikim slovima i kurzivnim sloganom "Classics of the Screen", izvedenim u istim crnim bojama i dodavanjem sofisticiranosti i finoće kompoziciji.

- Prototip trenutnog kultnog logotipa tvrtke predstavljen je 1925. godine. Bio je to elegantan bijeli štit u izrazitom crnom obrisu, s građevinskom slikom na gornjem dijelu i stiliziranim monogramom "WB" na dnu.

- Slika u pozadini je uklonjena iz štita 1929. godine, ostavljajući natpis "WB" koji je postao deblji i izduženiji, izgledajući profesionalno i elegantno. Lučna oznaka s riječima "Warner Bros Pictures Inc." postavljena je iznad štita s velikim slovima i prilagođenog suženog fonta.

- 1933. linije štita postaju rafinirane, a lučni natpis je uklonjen. Iako je tvrtka još uvijek koristila prethodni logotip, nova verzija postajala je sve popularnija.

- Redizajn iz 1937. pojednostavio je glavni sastav, čineći slova čišćima i tanjima, a obris štita - sastavljen od samo jedne linije, ali je dodao lučni natpis prelazeći preko štita u sredini.

- Logotip, stvoren za tvrtku 1948. godine, dobio je određeni volumen zbog novog uzorka grba. Sada je tijelo štita bilo sastavljeno od brojnih tankih horizontalnih pruga u jednoj boji, dok su slova i okvir postali deblji i dobili deblji obris.

- Ravna i svijetla verzija logotipa Warner Bros predstavljena je 1953. godine i ostala je u tvrtki više od šezdeset godina, postavši najprepoznatljivija od svih svojih logotipa. Bio je to suženi elegantni štit s crnom pozadinom i debelim bijelim okvirom. Slova "WB" također su izvedena u bijeloj boji i njihove su konture očišćene i ojačane.

- 1967. godine tvrtka se spojila sa Seven Arts tvrtkom, a logo je redizajniran iste godine. Bio je to moderan i snažan amblem, s iznimno smjelim stiliziranim monogramom "W7", izveden debelim slovima sa strogim geometrijskim rezovima. Jedina sličnost s prethodnim logotipima tvrtke bila je u jednobojnoj paleti boja.

- Kultni štit "WB" vratio se 1970. godine, ali u novoj paleti boja - bila je to crveno-zlatna kombinacija, koja je izgledala elegantno i pokazala društvo s nove strane. Strogi ravni vodoravno rastegnuti natpis s oznakom riječi "WARNER BROS." postavljen je na dno logotipa, prelazeći preko dna štita.

- Još jedna eksperimentalna verzija vizualnog identiteta Warner Brosa uvedena je 1972. godine. Značka, koju je stvorio Saul Bass, imala je čvrstu crnu zaobljenu pozadinu sa stiliziranim bijelim slovom "W", sastavljenom od tri paralelne dijagonalne linije sa zaobljenim kutovima. Ovaj logo tvrtka je koristila više od desetljeća.

- Kultni štit je redizajniran 1993. Linije slova i crnog okvira bile su podebljane, a sam štit se lagano proširio. Što se tiče lučnih natpisa, postao je malo deblji i sadržavao je crnu pozadinu, s nježnim dok su slova bila bijele bojeo.

- 2019. godine Warner Bros je nastavio koristiti štit, stvoren za tvrtku 1953. godine, ali je promijenio paletu boja u svijetlo plavu i bijelu. Sada štit u čvrstoj plavoj boji nema obris, zbog čega izgleda prijateljski i progresivni nego ikad. Tradicionalni kultni oblik vizualnog identiteta tvrtke počeo je izgledati drugačije u novoj kombinaciji, odražavajući rast tvrtke i njezinu sposobnost promjene.logo koji se koristi od 2019. Istodobno se koristi sa sljedećim logotipom od 2023.

Uz originalni logo, studio imao i specijalne logotipe za razne filmove, serije i događaje.
- Od 2022. godine upotreba Warner Bros. Discovery loga kao loga Warner Bros.-a počela je biti raširena, kao na primjer na parceli studija Water Tower. Također je postao korporativni logo Warner Bros. International Television Production i Warner Bros. Studio Tours u Hollywoodu i Tokiju u 2023.